# Maja Beskowgymnasiet

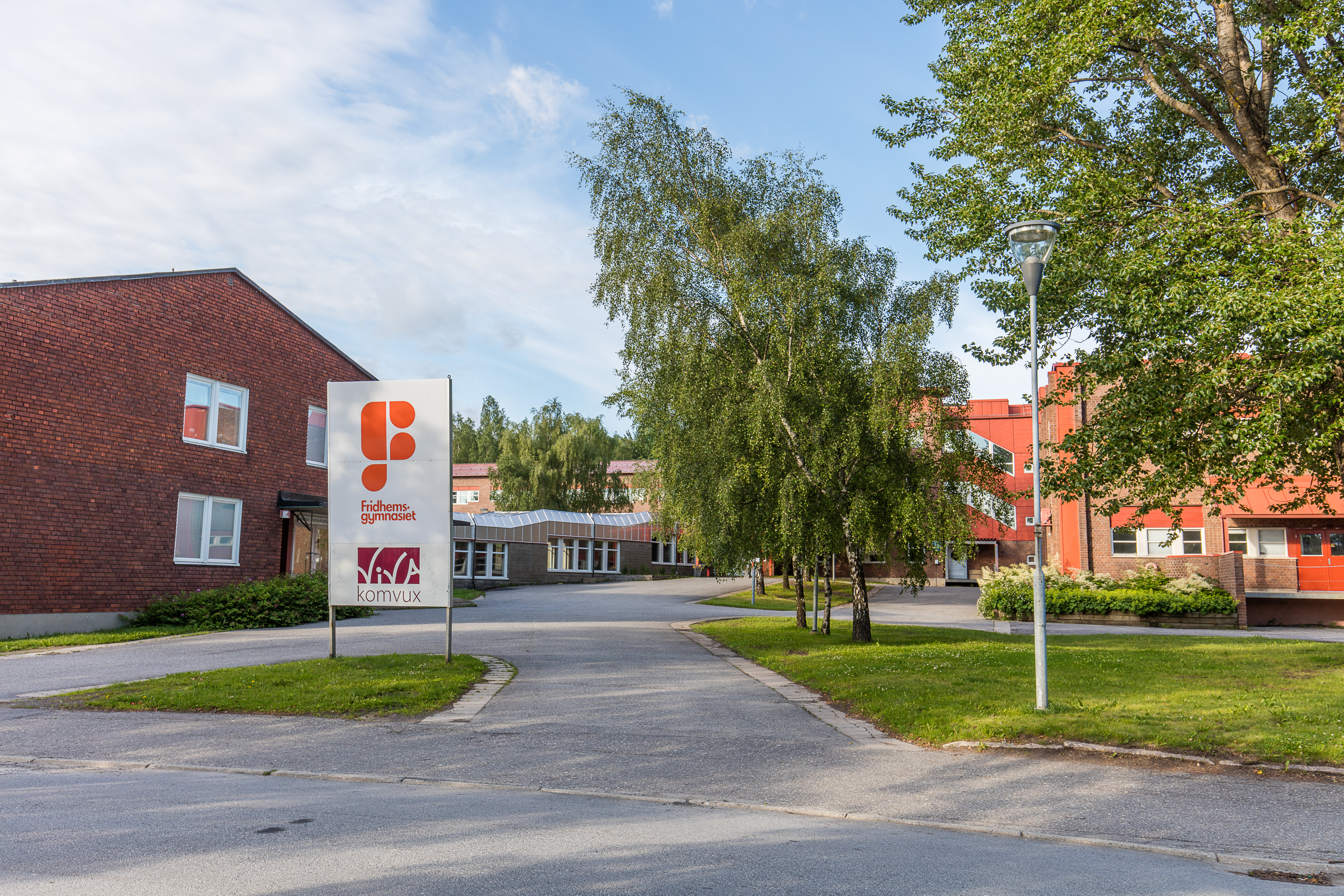
Fridhemsgymnasiet (2015).

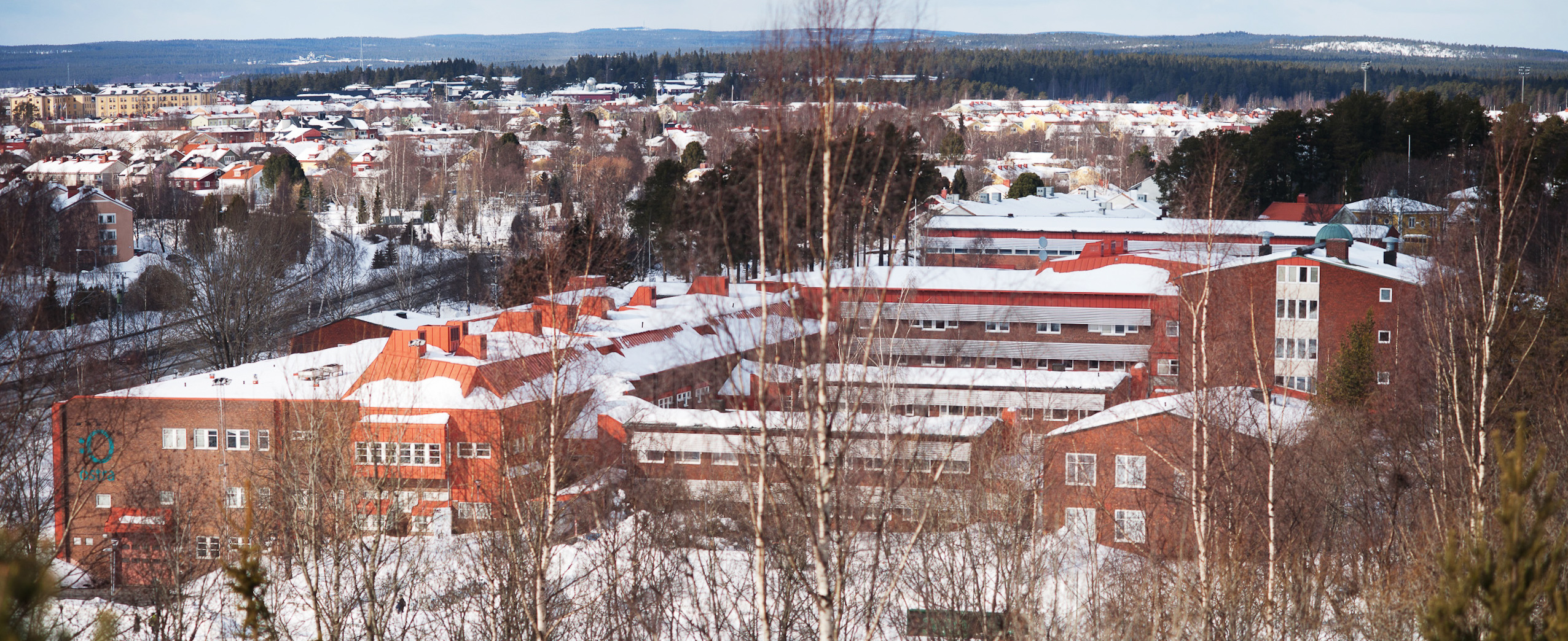
Östra gymnasiet fotograferat från Hamrinsberget.

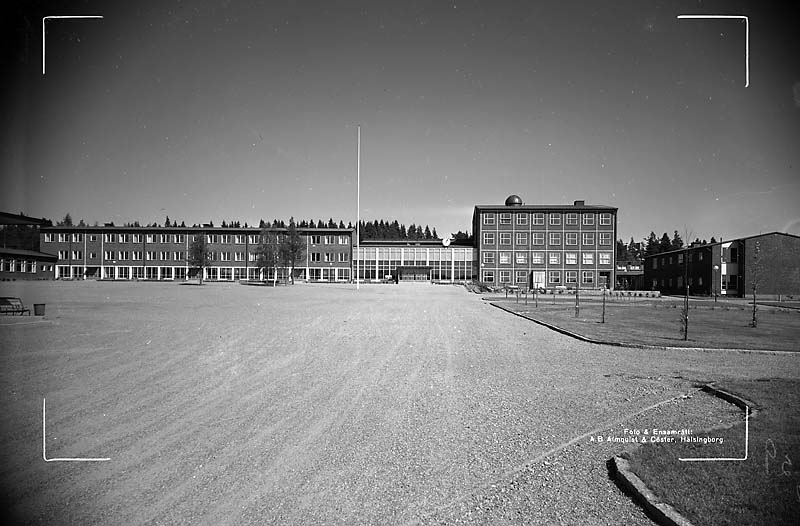
Östra gymnasiet, sent 1950-tal.

Maja Beskowgymnasiet (2019–), tidigare Fridhemsgymnasiet (2012–2015), före det Östra gymnasiet (1968–2012), och dessförinnan Umeå högre allmänna läroverk, invigdes 1957 och är därmed Umeås äldsta gymnasieskola. Med sina drygt 900 elever är skolan näst störst i Umeåregionen, efter Dragonskolan. Skolan utgjorde före 1966 Umeå högre allmänna läroverk.
Östra, som skolan ofta kallas, erbjöd tidigare främst teoretiska och högskoleförberedande studier, vilket skapade ett slags klassrivalitet gentemot Dragonskolan, som hade en inriktning mot praktiska studier.
Skolan samarbetar med lärarutbildningen vid Umeå universitet, och var den första skolan i Norrland som kunde erbjuda International Baccalaureate Diploma Programme.
I slutet av mars år 2012 bytte skolan namn till Fridhemsgymnasiet, efter den intilliggande stadsdelen Fridhem. Våren 2015 tvingades skolan stänga, sedan vattenläckor orsakat omfattande fuktskador. Först hösten 2017 inleddes ombyggnationerna, som var klara inför höstterminen 2019, då skolan återinvigdes som kombinerad högstadie- och gymnasieskola med namnet Maja Beskowskolan, till minne av den första kvinnliga läraren på läroverket, teckningsläraren Maja Beskow.
Inom skolan finns även riksinnebandygymnasiet med sportklubben RIG Umeå IBF.